# 北京电子科技学院
北京电子科技学院，简称电科院，位于北京市丰台区富丰路7号，是为党政机关培养信息安全、办公自动化专业技术人才的普通高等学校，隶属中共中央办公厅。

## 沿革
北京电子科技学院的前身是中央工委青年训练班，1947年8月在河北省平山县西柏坡成立。1949年，并入张家口的中央人民政府人民革命军事委员会工程学校。1952年6月，部分院系再次分出，与南京的华东军区、第三野战军青年干部学校（1950年3月成立）合并，成立中央人民政府人民革命军事委员会机要干部学校（南京机校），归中央人民政府人民革命军事委员会建制。后改为中央人民政府委员会机要干部学校。1954年12月，改称中国人民解放军第一机要学校。1955年5月，改为国务院第一机要学校，归国务院建制。后来该校迁至北京，简称北京机校。此后又迁至河北宣化，简称宣化机校。
1981年经国务院批准，成立北京电子专科学校，校址设在北京小汤山。1983年下半年迁至北京半壁店，并正式对外公开招收大专生。1992年经国家教委批准，在北京电子专科学校的基础上，建立北京电子科技学院，开始招收本科生，并增设函授教育。1993年，中共中央办公厅决定将中南海业余大学并入北京电子科技学院。1999年2月，学院迁至丰台新校园，位于中关村科技园区丰台园内。
学校成立以来，毛泽东、邓小平、江泽民、胡锦涛、习近平等最高领导人先后题词。其中，中共中央总书记江泽民还为学院题写校名。乔石、温家宝、曾庆红、王刚、栗战书等党和国家领导人为学院的发展作过指示并来学院视察。

## 历任领导
院长
……
- 王祈庚（1981年—1985年，北京电子专科学校校长）
- 王仲文（1986年7月—1992年6月，北京电子专科学校校长；1992年6月—2001年3月，北京电子科技学院院长）[4]
- 陈子真（2001年3月—2015年）[5][6]
- 毛明（2015年—）

党委书记
……
- 王仲文（1986年7月—1992年6月，北京电子专科学校校长兼党委书记；1992年6月—2001年3月，北京电子科技学院院长兼党委书记）
- 张锡杰（2001年—2006年）
- 沈永社（2006年—2016年2月）[5][7][8]
- 鲍遂献（2016年3月—）[7]